# Muhammad Rizgar Amin
Muhammad Rizgar Amin född 1957 i Sulaimaniyya, Irak, är en irakisk jurist, och ledde rättegången mot Saddam Hussein, fram till januari 2006 då han lämnade in sin avskedsansökan.